# Maria Carolina Gomes Santiago
Pour les articles homonymes, voir Gomes et Santiago (homonymie).
Maria Carolina Gomes Santiago, née le 2 août 1985 à Recife (Brésil), est une nageuse handisport brésilienne concourant en catégorie S12 pour les sportifs déficients visuels. Elle est double championne du monde (50 m et 100 m nage libre S12) et triple championne paralympique (50 m et 100 m nage libre S12 et 100 m brasse SB13).

## Jeunesse
Gomes Santiago est née avec le syndrome de la fleur de liseron : elle ne voit que les contours de l'œil gauche et n'a aucune vision périphérique de l'œil droit.

## Carrière
Aux championnats du monde 2019, elle conquiert 2 titres mondiaux, réalisant le doublé 50 m/100 m nage libre S12 ainsi que deux médailles d'argent sur le 100 m dos S12 et le 4 × 100 m nage libre 49 pts.
Lors des Jeux paralympiques d'été de 2020, elle devient la première nageuse brésilienne à remporter trois médailles d'or lors de la même paralympiade en remportant le 50 m et le 100 m nage libre S12 ainsi que le 100 m brasse SB12. Elle est également médaille d'argent su le 4 × 100 m nage libre 49 points et le bronze sur le 100 m dos S12.

## Palmarès
| Date | Compétition            | Lieu    | Place | Course                      | Temps         |
| ---- | ---------------------- | ------- | ----- | --------------------------- | ------------- |
| 2019 | Championnats du monde  | Londres | 1re   | 50 m nage libre S12         | 27 s 41       |
| 2019 | Championnats du monde  | Londres | 1re   | 100 m nage libre S12        | 59 s 66       |
| 2019 | Championnats du monde  | Londres | 2e    | 100 m dos S12               | 1 min 11 s 44 |
| 2019 | Championnats du monde  | Londres | 2e    | 4 × 100 m nage libre 49 pts | 3 min 53 s 17 |
| 2019 | Championnats du monde  | Londres | 4e    | 100 m brasse SB12           | 1 min 16 s 91 |
| 2021 | Jeux parapanaméricains | Lima    | 1re   | 50 m nage libre S12         | 27 s 44       |
| 2021 | Jeux parapanaméricains | Lima    | 1re   | 100 m nage libre S12        | 59 s 73       |
| 2021 | Jeux parapanaméricains | Lima    | 1re   | 400 m nage libre S13        | 4 min 59 s 66 |
| 2021 | Jeux parapanaméricains | Lima    | 1re   | 100 m dos S12               | 1 min 13 s 50 |
| 2021 | Jeux paralympiques     | Tokyo   | 1re   | 50 m nage libre S12         | 26 s 82       |
| 2021 | Jeux paralympiques     | Tokyo   | 1re   | 100 m nage libre S12        | 59 s 01       |
| 2021 | Jeux paralympiques     | Tokyo   | 1re   | 100 m brasse SB12           | 1 min 14 s 89 |
| 2021 | Jeux paralympiques     | Tokyo   | 2e    | 4 × 100 m nage libre 49 pts | 3 min 54 s 95 |
| 2021 | Jeux paralympiques     | Tokyo   | 3e    | 100 m dos S12               | 1 min 09 s 18 |